# اليمامة بنت كليب
اليمامة بنت كليب بن ربيعة بن الحارث بن زهير بن جشم بن بكر بن حبيب بن عمرو بن غنم بن تغلب التغلبي الوائلي بني جشم، شاعرة جاهلية من بني تغلب. حسب الكتب التاريخية والمؤرخين هي بنت كليب بن ربيعة الكبرى وهي أحب بناته إليه وأمها هي الشاعرة جليلة بنت مرة. وعمها الزير سالم أبو ليلى المهلهل عدي بن ربيعة.

## وقوفها في وجوه شيوخ العرب
بعد مقتل كليب بن ربيعة على يد جساس بن مرة، جاء شيوخ قبائل بني وائل بن قاسط وعلى رأسهم الحارث بن عباد ليصلحوا بين الحيين، وقالوا للزير: يامهلهل ماذا تريد لتحقن الدماء بين الحيين؟ 
وقال الزير لأخيه سلمة: أدخل اليمامة.
فقالوا له: لم نسمع ردك فقال: اسألوا اليمامة. فقالوا لها: ماذا تريدين لتصلحي بين أخوالك وأعمامك، قالت: أريد أبي حيًا!! فتعجب القوم وتركوا مجلس الزير المهلهل.
كانت اليمامة بنت كليب من فارسات العرب، وقد وُصِفت بالشجاعة والجرأة.